# Luis Hernando Turbay Turbay
Luis Hernando Turbay Turbay (Neiva, 28 de julio de 1930- Florencia, Caquetá, 13 de agosto de 1990) fue un político colombiano de ascendencia libanesa. Miembro del Partido Liberal Colombiano.

## Biografía
Nació en Neiva. Fue Concejal y Alcalde del municipio San Vicente del Caguán (Caquetá), conocido a finales de 1998 por ser sede de los diálogos de paz entre el gobierno colombiano y las FARC-EP.
Durante la Administración del Intendente Carlos Jiménez Gómez fue Secretario de Agricultura y luego Secretario de Gobierno; tras la renuncia de Jiménez en marzo de 1962, se convirtió en Intendente Encargado. Más adelante pasó a ser Intendente de Caquetá entre 1962 y 1965. Fue congresista de Colombia por la circunscripción electoral del Caquetá y Amazonas entre 1968 y 1990, año en que falleció.
Turbay se convirtió en un gamonal de Caquetá, siendo cabeza del liberalismo local, al que se llamó Turbayismo. Su influencia en el departamento llegó a contrastar con el conservatismo y movimientos de izquierda liderados por la Unión Patriótica (UP) a mediados de los años 80.
Su familia sufrió una terrorífica persecución por motivos políticos a finales de la década de los noventa y principios del siglo XXI, por determinación de su rival político, el excongresista conservador Luis Fernando Almario, crimen bajo investigación de la Jurisdicción Especial para la Paz (JEP), que falló en contra de Almario al ser condenado culpable en 2023.

## Familia
Luis Hernando Turbay Turbay pertenecía a una rama de la familia Turbay. Su padre, Habbas o Abad Turbay, era un libanés que huyendo de la persecución religiosa de su país se asentó en el actual departamento de Caquetá en la década de los años 40 (entonces conocido como Intendencia de Caqueta, entidad territorial de inferior jerarquía respecto de los departamentos).
Su padre era pariente de los políticos liberales Gabriel Turbay Abunader y Julio César Turbay Ayala. Sin ser los 3 parientes cercanos, fueron cabeza de tres linajes influyentes de la misma familiaː Julio de los Turbay de Bogotá, la más famosa de las variantes de esa familia; Gabriel de los Turbay de Bucaramanga, y Abad de los Turbay del Caquetá.